# Stefano Vaccari
Stefano Vaccari (Modena, 10 aprile 1967) è un politico italiano.
È stato sindaco di Nonantola dal 1995 al 2004, assessore della Provincia di Modena dal 2004 al 2013 e senatore della XVII legislatura della Repubblica Italiana. È deputato della XIX legislatura.

## Biografia
Nato il 10 aprile 1967 a Modena, è originario di Nonantola e residente a Spilamberto, nella provincia di Modena, dove vive. È sposato e ha due figli. Dopo aver completato gli studi informatici presso l'Istituto tecnico industriale Fermo Corni e dopo le prime esperienze nel settore, si dedica alla politica a tempo pieno. All'inizio si occupa di cultura e aggregazione giovanile, dando vita anche a circoli giovanili. Fin dal 1988 segue attivamente la causa del popolo Saharawi ed è presidente della Associazione nazionale di solidarietà al popolo Saharawi (ANSPS) e della Associazione di solidarietà con il popolo Saharawi "Kabara Lagdaf" di Modena.

## Carriera politica
Inizia la sua esperienza amministrativa nel 1993, come assessore alla cultura e le politiche giovanili del Comune di Nonantola. Si è occupato direttamente di politiche d'integrazione e accoglienza dei cittadini stranieri, d'intercultura.
Due anni dopo, nel 1995, viene eletto sindaco del medesimo Comune per due mandati consecutivi, fino al 2004.
Dell'attività di sindaco fa parte anche la valorizzazione del salvataggio dei ragazzi ebrei di Villa Emma, avvenuto tra il 1942 e il 1943. Ne è nata nel 2003 la Fondazione Villa Emma - Ragazzi ebrei salvati, della quale è presidente a tutt'oggi.
Esauriti i due mandati come sindaco di Nonantola, viene eletto al Consiglio provinciale di Modena, e successivamente nominato assessore nel 2004, riconfermato poi nel 2009, nell'amministrazione provinciale di Emilio Sabattini.
Candidato alle elezioni primarie del centrosinistra italiano del 2012, Vaccari risulta tra i tre più votati del Partito Democratico in Provincia di Modena con 7.175 voti.
Alle elezioni politiche del 2013 viene candidato ed eletto al Senato della Repubblica, tra le liste del Partito Democratico nella circoscrizione Emilia-Romagna. Al Senato è stato prima segretario, e poi capogruppo PD nella 13ª Commissione Territorio, ambiente, beni ambientali. Componente della Commissione Parlamentare Antimafia, presiede il X Comitato sulle infiltrazioni mafiose nel gioco legale e illegale, che al termine dei lavori approva una Relazione conclusiva. poi portata alla discussione (ed approvata con una Risoluzione) in entrambi i rami del Parlamento.
Alle elezioni politiche del 2018 viene candidato alla Camera dei deputati nel collegio uninominale Emilia-Romagna - 08 (Cento), sostenuto dalla coalizione di centro-sinistra in quota PD, dove ottiene il 28,12% dei voti ma viene sconfitto, giungendo infatti dietro al candidato del centro-destra, in quota leghista, Emanuele Cestari col 37,66% dei voti. Assume il ruolo di responsabile della comunicazione dell'azienda Unieco Holding Ambiente. Continua la collaborazione con il partito a titolo volontario.
Il 15 giugno 2019 Nicola Zingaretti, segretario del Partito Democratico, lo nomina nella segreteria nazionale del partito, incaricandolo della responsabilità Organizzazione del PD. Successivamente entra anche nella Direzione nazionale del partito.
Alle elezioni politiche anticipate del 25 settembre 2022 si candida alla Camera dei deputati per la lista Partito Democratico - Italia Democratica e Progressista; collocatosi in seconda posizione nel collegio plurinominale Emilia-Romagna - 02, viene eletto.
Il 21 luglio 2024 è eletto segretario provinciale PD di Modena per reintegrare la carica resasi vacante a motivo delle concomitanze sopravvenute tra le elezioni comunali di giugno e le elezioni regionali di novembre.